# Lovell (Wyoming)
Pour les articles homonymes, voir Lovell.
Lovell est une municipalité américaine située dans le comté de Big Horn au Wyoming.
Lors du recensement de 2010, sa population est de 2 360 habitants. C'est alors la ville la plus peuplée de son comté.
La municipalité s'étend sur 1,10 milles carrés (2,85 km2).